# Vítkov (Sokolov)
Vítkov (německy Wudingrün) je zaniklá vesnice, část okresního města Sokolov v Karlovarském kraji. Nacházel se asi 2,5 kilometru jihovýchodně od Sokolova. Prochází zde silnice II/210. Ke dni 24. prosince 2015 je zde evidováno 107 adres. Adresy se ovšem vztahují především k části Ovčárna. V zaniklém Vítkově je evidována jedna adresa. V roce 2011 zde trvale žilo 213 obyvatel. Uvedený počet obyvatel a počet domů se ovšem vztahuje k celému území bývalého Vítkova, zejména k části Stará Ovčárna. Vlastní Vítkov dnes již neexistuje, stojí zde jeden jediný dům, který se vyhnul likvidaci vesnice. V současnosti (2021) zde funguje kamenolom na žulu.
Vítkov leží v katastrálním území Vítkov u Sokolova o rozloze 4,99 km².

## Název
Původ názvu vycházel z osobního jména Wodecho a předpokládá se, že jméno určovalo místo, kde osadník Wodecho založil obec. Český název Vítkov je z roku 1923, avšak původní název nijak nereflektuje.

## Historie

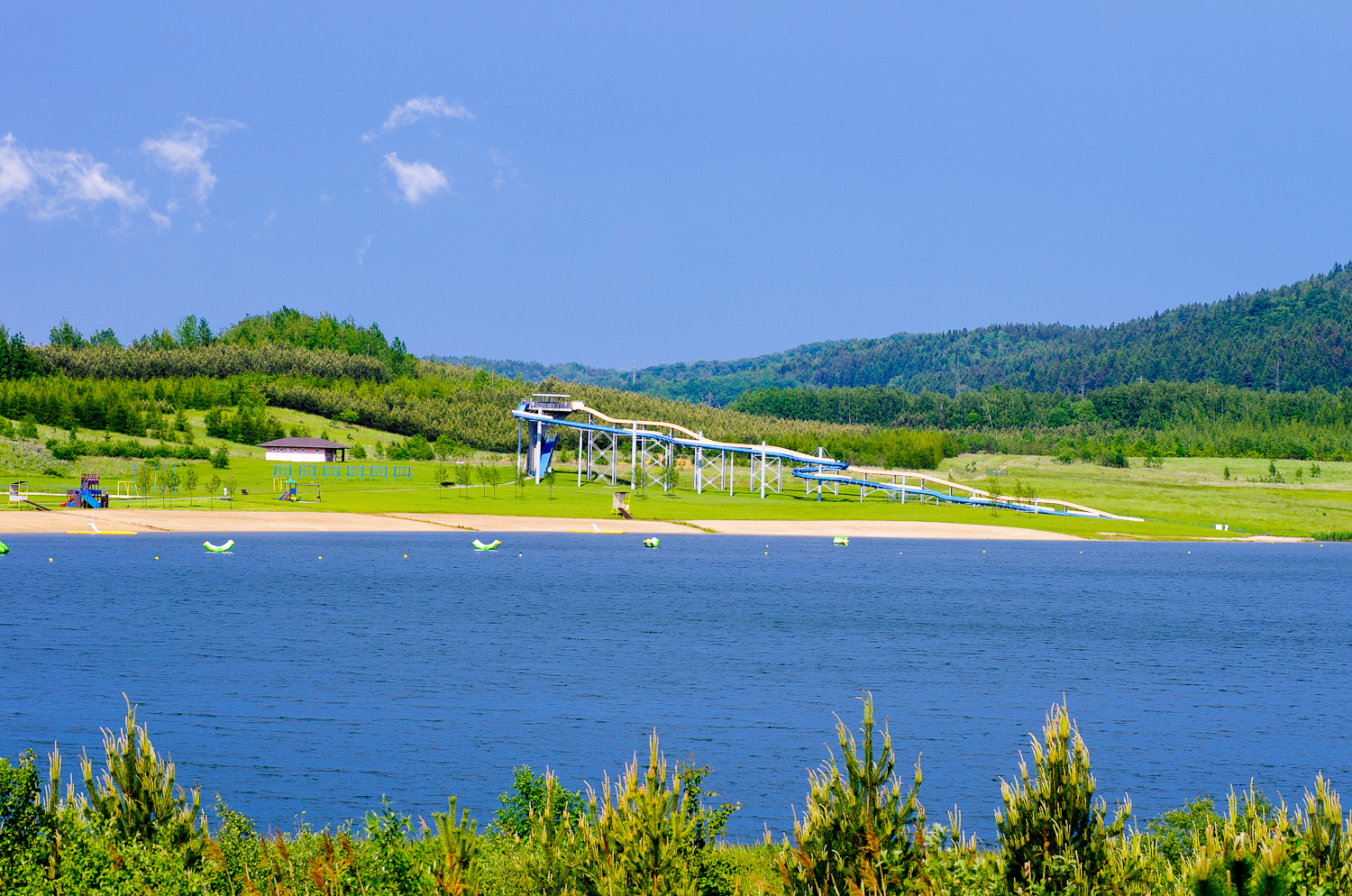
Jezero Michal v červnu 2013

První písemná zmínka o vesnici se objevuje v roce 1370 v seznamu leuchtenberských lén. Jiné zdroje uvádí první písemnou zmínku z roku 1454, kdy je ves uváděna ve šlikovském urbáři. Šlikové vlastnili Vítkov od konce husitských válek. Kolem roku 1525 měl Vítkov dvanáct usedlostí a patřil ke středně velkým vesnicím té doby. Hrabě Jan Albín Šlik po bitvě na Bílé hoře uprchl, a přišel o veškerý majetek. Vítkov se stal konfiskátem, který pod cenou získal v roce 1622 svobodný pán Otto Nostic. Nosticové vlastnili Vítkov do roku 1850.
V roce 1848 měl Vítkov 37 domů a 245 obyvatel. K sokolovskému panství patřila ves až do roku 1850. V letech 1850–1874 byl Vítkov osadou obce Těšovice a od roku 1874 byl samostatnou obcí.
Osada se rozkládala podél původního koryta Lobezského potoka na staré kupecké cestě. Vítkovem procházela obchodní stezka z Chebu do Lokte, která však zanikla, stejně tak jako cesta z Vítkova do Starého Sedla. Dnešní silnice do hloubi Slavkovského lesa údolím Lobezského potoka směrem k Podstrání byla pouhým vyježděným lesním úvozem k hamrům, mlýnům a pilám na Lobezském potoce. Ve vsi byla hospoda, malá zvonička a dvě kapličky. V roce 1893 zde byla postavena škola, která sloužila svému účelu až do roku 1975. Ve třicátých letech 19. století byla postavena silnice do Čisté. Koncem 19. století bylo ve Vítkově 64 domů a 446 obyvatel, v roce 1910 již 76 domů a 559 obyvatel. Rozkvět souvisel s těžbou uhlí na Sokolovsku. Do té doby bylo hlavním zdrojem obživy zemědělství, dobytkářství, úprava železných rud a hamernictví. Po krátkou dobu byl v činnosti malý uhelný důl Josef-Jan, od roku 1872 důl Boží Požehnání. Po ukončení těžby v roce 1897 byl otevřen nový hlubinný důl shodného jména, který v roce 1901 převzala Falknovsko-chebská důlní společnost. Kolem roku 1900 zde pracovalo přibližně 160 horníků. Důl byl uzavřen v roce 1924. V roce 1936 měl Vítkov s částí Ovčárny 82 domů a 565 obyvatel.
Po poválečném odsunu unikl Vítkov začlenění do vojenského výcvikového prostoru Prameny a byl nově osídlen. Většinu domů a hospodářství po odsunutých Němcích získali Češi a Slováci.
K zániku vesnice došlo v souvislosti s plánovanou otvírkou uhelného lomu Michal, který si vyžádal kromě likvidace Vítkova i další investice, zejména přeložku silnice do Sokolova a vybudování nového koryta Lobezského potoka. Nový uhelný lom Michal zahájil těžbu v roce 1979 a poslední uhlí bylo vytěženo v roce 1988. Následně došlo k rekultivaci lomu, kde vzniklo umělé jezero Michal, moderní vodní areál na koupání s mnoha atrakcemi pro děti i dospělé s obřím tobogánem i zázemím s občerstvením. Celá rekultivace splynula s krajinou a je pro současnou generaci obyvatel Sokolovska stejnou samozřejmostí, jakou byla pro starší generaci obec Vítkov.

## Obyvatelstvo
Při sčítání lidu v roce 1921 zde žilo 548 obyvatel, všichni německé národnosti. K římskokatolické církvi se hlásilo 547 obyvatel, jeden k církvi evangelické.
| Rok                                              | 1869 | 1880 | 1890 | 1900 | 1910 | 1921 | 1930 | 1950 | 1961 | 1970 | 1980 | 1991 | 2001 | 2011 | 2021 |
| ------------------------------------------------ | ---- | ---- | ---- | ---- | ---- | ---- | ---- | ---- | ---- | ---- | ---- | ---- | ---- | ---- | ---- |
| Počet obyvatel                                   | 315  | 420  | 446  | 562  | 549  | 548  | 565  | 319  | 394  | 304  | 7    | 2    | 3    | 2    | 6    |
| Počet domů                                       | 45   | 58   | 64   | 65   | 73   | 72   | 82   | 133  | 105  | 80   | 3    | 1    | 1    | 1    | 2    |
| Počet domů v roce 1961 je včetně domů v Hruškové |      |      |      |      |      |      |      |      |      |      |      |      |      |      |      |

| Rok                                              | 1869 | 1880 | 1890 | 1900 | 1910 | 1921 | 1930 | 1950 | 1961 | 1970 | 1980 | 1991 | 2001 | 2011 | 2021 |
| ------------------------------------------------ | ---- | ---- | ---- | ---- | ---- | ---- | ---- | ---- | ---- | ---- | ---- | ---- | ---- | ---- | ---- |
| Počet obyvatel                                   | 572  | 609  | 640  | 830  | 829  | 841  | 822  | 466  | 394  | 304  | 129  | 126  | 133  | 213  | 200  |
| Počet domů                                       | 72   | 82   | 89   | 95   | 105  | 107  | 118  | 133  | 105  | 80   | 41   | 41   | 46   | 65   | 68   |
| Počet domů v roce 1961 je včetně domů v Hruškové |      |      |      |      |      |      |      |      |      |      |      |      |      |      |      |

## Obecní správa
Při sčítání lidu v letech 1869–1976 Vítkov byl samostatnou obcí v okrese Sokolov (v letech 1869–1910 Falknov, v letech 1921–1930 Falknov nad Ohří). Od 1. dubna 1976 je částí města Sokolov ve stejnojmenném okrese. V letech 1850–1879 a v letech 1950–1976 k obci patřila Hrušková a v letech 1961–1976 také Novina.